# Södermanlands runinskrifter 95
Södermanlands runinskrifter 95 är en vikingatida runsten i Berga, Husby-Rekarne socken och Eskilstuna kommun. Stenen är 1,5 meter hög och 0,5 meter bred. Ristningen är rent ornamental och föreställer ett konstfullt kors.